# Svanten
Svanten är en sjö i Gävle kommun i Gästrikland och ingår i Dalälvens huvudavrinningsområde. Sjön har en area på 0,135 kvadratkilometer och ligger 60 meter över havet.

## Delavrinningsområde
Svanten ingår i det delavrinningsområde (670745-157325) som SMHI kallar för Mynnar i Lerån. Medelhöjden är 63 meter över havet och ytan är 8,63 kvadratkilometer. Det finns inga avrinningsområden uppströms utan avrinningsområdet är högsta punkten. Vattendraget som avvattnar avrinningsområdet har biflödesordning 3, vilket innebär att vattnet flödar genom totalt 3 vattendrag innan det når havet efter 35 kilometer. Avrinningsområdet består mestadels av skog (88 procent). Avrinningsområdet har 0,7 kvadratkilometer vattenytor vilket ger det en sjöprocent på 8,1 procent.